# 迪莫库里
迪莫库里（捷克語：Dymokury），是位于捷克共和国中波希米亚州宁布尔克县境内的小镇。根据该国的人口统计，该镇约有常住人口900人，到2021年，鎮上擁有887人。